# Antonietta di Sassonia-Altenburg
Antonietta Carlotta Maria Giuseppina Carolina Frida di Sassonia-Altenburg (Bamberga, 17 aprile 1838 – Berchtesgaden, 13 ottobre 1908) era figlia del principe Edoardo di Sassonia-Altenburg (1804–1852) e della sua prima moglie, la principessa Amalia, figlia del principe Carlo di Hohenzollern-Sigmaringen.

## Biografia
Sposò ad Altenburg, il 22 aprile 1854, il futuro duca Federico I di Anhalt (1831–1904). Si trattò di nozze combinate per ragioni dinastiche ed Antonietta sposò uno dei più importanti principi della Confederazione Germanica.
In occasione del matrimonio venne coniata una medaglia commemorativa.
Insieme alla nuora Maria, Antonietta diede nel 1892 l'impulso per la creazione dell'"Istituto delle diacone dell'Anhalt". L'Antoinettenweg a Selke, così come l'Antoinettenstraße e l'Antoinettenlyzeum (in seguito rinominato Goethe-Oberschule II) a Dessau vennero a lei intitolate.

## Figli
Dal matrimonio con Federico nacquero i seguenti figli:
- Leopoldo (18 luglio 1855-2 febbraio 1886), sposò il 26 maggio 1884 al Castello di Philippsruhe la Principessa Elisabetta d'Assia, dalla quale ebbe una figlia, Antonietta.
- Federico (19 agosto 1856-21 aprile 1918) sposò Maria di Baden
- Elisabetta (Wörlitz, 7 settembre 1857-Neustrelitz, 20 luglio 1933), sposò nel 1877 il granduca Adolfo Federico V di Meclemburgo-Strelitz
- Edoardo (Dessau, 18 aprile 1861-13 settembre 1918), sposò Luisa Carlotta di Sassonia-Altenburg
- Ariberto (Wörlitz, 18 giugno 1864-24 dicembre 1933, Monaco), sposò il 6 luglio 1891 al castello di Windsor, la principessa Maria Luisa di Schleswig-Holstein.
- Alessandra (4 aprile 1868-26 agosto 1958), sposò nel 1897 il principe Sizzo di Schwarzburg

## Ascendenza
|                                           |                                           |                                            | Genitori                                               |  |  | Nonni |  |  | Bisnonni                                        |  |  | Trisnonni                                      |  |
|                                           |                                           |                                            |                                                        |  |  |       |  |  | Ernesto Federico III di Sassonia-Hildburghausen |  |  | Ernesto Federico II di Sassonia-Hildburghausen |  |
|                                           |                                           |                                            |                                                        |  |  |       |  |  | Ernesto Federico III di Sassonia-Hildburghausen |  |  | Ernesto Federico II di Sassonia-Hildburghausen |  |
|                                           |                                           | Carolina di Erbach-Fürstenau               |                                                        |  |  |       |  |  | Ernesto Federico III di Sassonia-Hildburghausen |  |  |                                                |  |
| Federico di Sassonia-Altenburg            |                                           |                                            |                                                        |  |  |       |  |  | Ernesto Federico III di Sassonia-Hildburghausen |  |  |                                                |  |
|                                           |                                           | Ernestina Augusta di Sassonia-Weimar       | Ernesto Augusto I di Sassonia-Weimar                   |  |  |       |  |  |                                                 |  |  |                                                |  |
|                                           |                                           | Ernestina Augusta di Sassonia-Weimar       | Ernesto Augusto I di Sassonia-Weimar                   |  |  |       |  |  |                                                 |  |  |                                                |  |
|                                           |                                           | Ernestina Augusta di Sassonia-Weimar       | Sofia Carlotta di Brandeburgo-Bayreuth                 |  |  |       |  |  |                                                 |  |  |                                                |  |
| Edoardo di Sassonia-Altenburg             |                                           | Ernestina Augusta di Sassonia-Weimar       |                                                        |  |  |       |  |  |                                                 |  |  |                                                |  |
|                                           |                                           | Carlo II di Meclemburgo-Strelitz           | Carlo Ludovico Federico di Meclemburgo-Strelitz        |  |  |       |  |  |                                                 |  |  |                                                |  |
|                                           |                                           | Carlo II di Meclemburgo-Strelitz           | Carlo Ludovico Federico di Meclemburgo-Strelitz        |  |  |       |  |  |                                                 |  |  |                                                |  |
|                                           |                                           | Carlo II di Meclemburgo-Strelitz           | Elisabetta Albertina di Sassonia-Hildburghausen        |  |  |       |  |  |                                                 |  |  |                                                |  |
| Carlotta Giorgina di Meclemburgo-Strelitz |                                           | Carlo II di Meclemburgo-Strelitz           |                                                        |  |  |       |  |  |                                                 |  |  |                                                |  |
|                                           |                                           | Federica Carolina Luisa d'Assia-Darmstadt  | Giorgio Guglielmo d'Assia-Darmstadt                    |  |  |       |  |  |                                                 |  |  |                                                |  |
|                                           |                                           | Federica Carolina Luisa d'Assia-Darmstadt  | Giorgio Guglielmo d'Assia-Darmstadt                    |  |  |       |  |  |                                                 |  |  |                                                |  |
|                                           |                                           | Federica Carolina Luisa d'Assia-Darmstadt  | Maria Luisa Albertina di Leiningen-Dagsburg-Falkenburg |  |  |       |  |  |                                                 |  |  |                                                |  |
| Antonietta di Sassonia-Altenburg          |                                           | Federica Carolina Luisa d'Assia-Darmstadt  |                                                        |  |  |       |  |  |                                                 |  |  |                                                |  |
|                                           | Antonio Luigi di Hohenzollern-Sigmaringen | Carlo Federico di Hohenzollern-Sigmaringen |                                                        |  |  |       |  |  |                                                 |  |  |                                                |  |
|                                           | Antonio Luigi di Hohenzollern-Sigmaringen | Carlo Federico di Hohenzollern-Sigmaringen |                                                        |  |  |       |  |  |                                                 |  |  |                                                |  |
|                                           | Antonio Luigi di Hohenzollern-Sigmaringen | Giovanna di Hohenzollern-Berg              |                                                        |  |  |       |  |  |                                                 |  |  |                                                |  |
| Carlo di Hohenzollern-Sigmaringen         | Antonio Luigi di Hohenzollern-Sigmaringen |                                            |                                                        |  |  |       |  |  |                                                 |  |  |                                                |  |
|                                           |                                           | Amalia Zefirina di Salm-Kyrburg            | Filippo Giuseppe di Salm-Kyrburg                       |  |  |       |  |  |                                                 |  |  |                                                |  |
|                                           |                                           | Amalia Zefirina di Salm-Kyrburg            | Filippo Giuseppe di Salm-Kyrburg                       |  |  |       |  |  |                                                 |  |  |                                                |  |
|                                           |                                           | Amalia Zefirina di Salm-Kyrburg            | Maria Theresia di Hornes                               |  |  |       |  |  |                                                 |  |  |                                                |  |
| Amalia di Hohenzollern-Sigmaringen        |                                           | Amalia Zefirina di Salm-Kyrburg            |                                                        |  |  |       |  |  |                                                 |  |  |                                                |  |
|                                           |                                           | Pierre Murat                               | Pierre Murat                                           |  |  |       |  |  |                                                 |  |  |                                                |  |
|                                           |                                           | Pierre Murat                               | Pierre Murat                                           |  |  |       |  |  |                                                 |  |  |                                                |  |
|                                           |                                           | Pierre Murat                               | Jeanne Loubières                                       |  |  |       |  |  |                                                 |  |  |                                                |  |
| Maria Antonietta Murat                    |                                           | Pierre Murat                               |                                                        |  |  |       |  |  |                                                 |  |  |                                                |  |
|                                           |                                           | Louise d'Astorg                            | Aymeric d'Astorg                                       |  |  |       |  |  |                                                 |  |  |                                                |  |
|                                           |                                           | Louise d'Astorg                            | Aymeric d'Astorg                                       |  |  |       |  |  |                                                 |  |  |                                                |  |
|                                           |                                           | Louise d'Astorg                            | Marie Alanyou                                          |  |  |       |  |  |                                                 |  |  |                                                |  |
|                                           |                                           | Louise d'Astorg                            |                                                        |  |  |       |  |  |                                                 |  |  |                                                |  |